# فوروتان (نهر)
فوروتان (بالأرمنية: Որոտան)‏، أو برغوشاد بالأرمينية: Բարգուշատ، (بالأذرية: Bərgüşad)‏ أو بازارشاي (بالأذرية: Bazarçay)‏، هو نهر في جنوب القوقاز وهو أكبر رافد أيمن لنهر هغاري. يبدأ من المنحدرات الشمالية الغربية لهضبة سيونيك، من بركة تسالك والينابيع المجاورة على ارتفاع 3045 مترًا، ويستقبل مياه الجداول المتدفقة من عدة برك صغيرة، وكذلك ينابيع قرية غورايك، ثم يتدفق في الاتجاه الجنوبي الشرقي عبر أراضي منطقتي سيسيان وغوريس. يتدفق عبر أرمينيا لمسافة 119 كيلومتر (74 ميل) في اتجاه جنوب شرقي عمومًا. يدخل النهر أذربيجان مرة أخرى، ويتدفق لمدة 43 كـم (27 ميل) عبر مقاطعتي قبادلي وزنغلان. يعتبر القسم السفلي من هغاري، من التقائه مع نهر فوروتان حتى التقائه مع نهر أراس، في بعض الأحيان جزءًا من فوروتان.